# Hillel Furstenberg
Pour les articles homonymes, voir Furstenberg.
Hillel (Harry) Furstenberg (en hébreu : הלל (הארי) פורסטנברג), né le 29 septembre 1935, est un mathématicien israélien, membre de l'Académie israélienne des sciences et lettres et de l'Académie nationale des sciences des États-Unis. Il a été récompensé par le prix Wolf en 2007. Il est connu pour l'utilisation de la théorie ergodique et la théorie des probabilités à d'autres champs des mathématiques, dont la théorie des nombres et les groupes de Lie.

## Biographie
Hillel Furstenberg est né à Berlin en 1935. Sa famille émigre aux États-Unis en 1939. Il obtient son baccalauréat et une maîtrise de sciences à l'université Yeshiva en 1955, et son doctorat à l'université de Princeton, sous la direction de Salomon Bochner, en 1958. Après plusieurs années passées à l'université du Minnesota il devient professeur de mathématiques à l'université hébraïque de Jérusalem en 1965. Il y reste jusqu'à sa retraite en 2003. Il enseigne aussi à l'Université Bar-Ilan à Ramat Gan.  
Il est marié avec Rochelle née Cohen, et ils ont cinq enfants.

## Travaux
Hillel Furstenberg a notamment étendu la théorie ergodique et la théorie des probabilités à d'autres champs des mathématiques, dont la théorie des nombres et les groupes de Lie. Il attire l'attention de ses pairs très tôt dans sa carrière en découvrant une démonstration de l'infinitude des nombres premiers utilisant la topologie. Il prouve l'ergodicité unique des flots horocycliques sur une surface de Riemann hyperbolique compacte au début des années 1970. En 1977, en reformulant la théorie ergodique, il prouve le théorème de Szemerédi, et le théorème de Furstenberg-Sárközy. On lui doit la frontière de Furstenberg et la compactification de Furstenberg.

## Distinctions et Hommages
Il est élu à l'Académie israélienne des sciences et lettres en 1974.
Il est lauréat du Prix Israël en 1993.
Il reçoit le prix Harvey du Technion en 1993, le Prix EMET (en) en 2004, le prix Wolf de mathématiques en 2007 .
Il donne une conférence plénière au congrès international des mathématiciens en 2010.
Il est lauréat du prix Abel 2020 avec Gregori Margulis pour « avoir été pionniers dans l'utilisation de méthodes de  théorie des probabilités et des systèmes dynamiques en théorie des groupes, théorie des nombres et combinatoire ».